# シューラセーナ国
シューラセーナ国あるいはスラセーナ国（サンスクリット: शूरसेन Śūrasena）は、古代インドの地域の名で、現在のウッタル・プラデーシュ州ブラジ (Braj) 地方に相当する。首都はマトゥラーだった。仏典『アングッタラ・ニカーヤ』によれば、シューラセーナ国は紀元前6世紀において十六大国のひとつだった。シューラセーナ国は叙事詩『ラーマーヤナ』でも言及されている。古代ギリシアの作家（メガステネスら）はスラセノイ族およびメトラという都市に言及している。

## 語源
シューラセーナという名前の起源についてはいくつかの伝統的な説がある。その1つによれば、ヤーダヴァ族の有名な王の名前 (Shurasena) に由来するという。シューラセーナ国はクリシュナが生まれ育ち、統治した国だった。

## 歴史
『マハーバーラタ』とプラーナ文献は、マトゥラー地域の支配者をヤドゥ族（ヤーダヴァ族）としている。ヤーダヴァ族はヴリシュニ族を含む多数の部族に分かれていた。ヴリシュニ族やアンダカ族は共和制（サンガ）を形成したことが古文献に伝えられている。
仏典によれば、釈迦の主要な弟子のひとりであるマハーカッチャーナがこの地域に仏教を伝えたとされるが、当時のシューラセーナ王アヴァンティプッタについて言及している。
首都のマトゥラーはヤムナー川河畔に位置し、現在はヒンドゥー教徒の聖地になっている。古代ギリシア人の作家は同じ地域の別の都市であるクレイソボラに言及している。
考古学的発掘はマトゥラーが村から重要な都市へと次第に発達したことを示す。最初期は彩文灰色土器文化（紀元前1100-500年）に属し、北方黒色磨研土器（紀元前700-200年）がそれに次ぐ。マトゥラーはガンガー平野の大幹道と中央インドのマールワーと西インドを結ぶ道が交わる交易の中心地に位置したことによって重要であった。